# Jastrebnik (Macedonia Północna)
Jastrebnik (maced. Јастребник) – wieś w północno-wschodniej Macedonii Północnej, w gminie Koczani.